# Jonas Björkman
Pour les articles homonymes, voir Björkman.
Jonas Lars Björkman, né le 23 mars 1972 à Växjö en Suède, est un ancien joueur de tennis professionnel suédois.

## Carrière
Le style de jeu de Jonas Björkman est basé sur une très grande mobilité, qu'il a su conserver même avec l'âge, ainsi qu'un excellent sens tactique.
En simple, il a disputé les demi-finales de l'US Open 1997 et de Wimbledon 2006. Il atteignit son meilleur classement, 4e mondial, en 1997. Il dispute cette même saison la finale du Masters de Paris-Bercy face à Pete Sampras et atteint également les demi-finales du Masters. Il remporte les simples et le double de la finale de Coupe Davis contre les États-Unis quelques semaines plus tard. Il a également atteint les quarts de finale de l'Open d'Australie en 1998 (gagnant les deux premiers sets du seul match en cinq sets du vainqueur Petr Korda) et 2002, de Wimbledon 2003 et des US Open 1994 et 1998. Il a remporté six titres en simple.
C'est en double qu'il s'est surtout illustré en remportant 54 titres dont 9 du Grand Chelem, 15 Masters Series et 2 Masters. Il a été no 1 mondial de la spécialité durant 74 semaines. Ses principaux partenaires furent Jan Apell, Nicklas Kulti, Patrick Rafter, Todd Woodbridge et Max Mirnyi. Il est parvenu à s'imposer dans les quatre tournois du Grand Chelem en double.
Il s'est également distingué en remportant, en 2006, le tournoi de San José aux côtés de John McEnroe, alors âgé de 47 ans.
Il a aussi remporté la Coupe Davis à trois reprises (1994, 1997 et 1998) où il a chaque fois apporté le point décisif à la Suède.
Il a pris sa retraite à l'issue du Masters de double de Shanghai 2008, qu'il a disputé aux côtés de Kevin Ullyett.
Il rejoint en avril 2015 le staff d'Andy Murray pour prendre le relais d'Amélie Mauresmo, qui l'entraînait jusque-là mais qui prend un congé maternité.

## Palmarès

### En simple messieurs
| 6 titres en simple | 0 G. Chelem | 0 G. Chelem | 0 G. Chelem | 0 G. Chelem | 0 Masters | 0 Masters | 0 Masters   | 0 Masters   | 0 Masters 1000 | 0 Masters 1000 | 0 Masters 1000 | 0 Masters 1000 | 1 ATP 500          | 1 ATP 500          | 1 ATP 500          | 1 ATP 500          | 5 ATP 250          | 5 ATP 250          | 5 ATP 250      | 5 ATP 250      | 0 JO           | 0 JO           | 0 JO           | 0 JO           |
| 6 titres en simple | 3 sur dur   | 3 sur dur   | 3 sur dur   | 3 sur dur   | 3 sur dur | 3 sur dur | 2 sur gazon | 2 sur gazon | 2 sur gazon    | 2 sur gazon    | 2 sur gazon    | 2 sur gazon    | 0 sur terre battue | 0 sur terre battue | 0 sur terre battue | 0 sur terre battue | 0 sur terre battue | 0 sur terre battue | 1 sur moquette | 1 sur moquette | 1 sur moquette | 1 sur moquette | 1 sur moquette | 1 sur moquette |

### En double messieurs
| 54 titres en double | 9 G. Chelem | 9 G. Chelem | 9 G. Chelem | 9 G. Chelem | 2 Masters  | 2 Masters  | 2 Masters   | 2 Masters   | 15 Masters 1000 | 15 Masters 1000 | 15 Masters 1000 | 15 Masters 1000 | 2 ATP 500           | 2 ATP 500           | 2 ATP 500           | 2 ATP 500           | 26 ATP 250          | 26 ATP 250          | 26 ATP 250     | 26 ATP 250     | 0 JO           | 0 JO           | 0 JO           | 0 JO           |
| 54 titres en double | 26 sur dur  | 26 sur dur  | 26 sur dur  | 26 sur dur  | 26 sur dur | 26 sur dur | 6 sur gazon | 6 sur gazon | 6 sur gazon     | 6 sur gazon     | 6 sur gazon     | 6 sur gazon     | 15 sur terre battue | 15 sur terre battue | 15 sur terre battue | 15 sur terre battue | 15 sur terre battue | 15 sur terre battue | 7 sur moquette | 7 sur moquette | 7 sur moquette | 7 sur moquette | 7 sur moquette | 7 sur moquette |

## Parcours dans les tournois du Grand Chelem

### En simple
| Année | Open d'Australie | Open d'Australie | Internationaux de France | Internationaux de France | Wimbledon       | Wimbledon    | US Open         | US Open       |
| ----- | ---------------- | ---------------- | ------------------------ | ------------------------ | --------------- | ------------ | --------------- | ------------- |
| 1993  | —                | —                | —                        | —                        | —               | —            | 2e tour (1/32)  | A. Mansdorf   |
| 1994  | 2e tour (1/32)   | T. Martin        | 3e tour (1/16)           | J. Courier               | 1/8 de finale   | W. Ferreira  | 1/4 de finale   | M. Stich      |
| 1995  | 3e tour (1/16)   | I. Kafelnikov    | 1er tour (1/64)          | S. Draper                | 2e tour (1/32)  | W. Ferreira  | 3e tour (1/16)  | B. Black      |
| 1996  | 1/8 de finale    | A. Agassi        | 1/8 de finale            | R. Krajicek              | 1er tour (1/64) | L. Milligan  | 3e tour (1/16)  | À. Corretja   |
| 1997  | 1/8 de finale    | C. Moyà          | 2e tour (1/32)           | G. Kuerten               | 1er tour (1/64) | C. Wilkinson | 1/2 finale      | G. Rusedski   |
| 1998  | 1/4 de finale    | P. Korda         | 1er tour (1/64)          | T. Muster                | 3e tour (1/16)  | J. Siemerink | 1/4 de finale   | P. Rafter     |
| 1999  | 1er tour (1/64)  | I. Kafelnikov    | 1er tour (1/64)          | A. Ilie                  | 2e tour (1/32)  | P. Rafter    | 3e tour (1/16)  | I. Kafelnikov |
| 2000  | 3e tour (1/16)   | M. Norman        | 1er tour (1/64)          | D. Hrbatý                | 1/8 de finale   | P. Sampras   | 2e tour (1/32)  | N. Kiefer     |
| 2001  | 1er tour (1/64)  | L. Hewitt        | 1er tour (1/64)          | N. Davydenko             | 3e tour (1/16)  | R. Federer   | 2e tour (1/32)  | G. Rusedski   |
| 2002  | 1/4 de finale    | T. Johansson     | 1er tour (1/64)          | A. Stoliarov             | 1er tour (1/64) | L. Hewitt    | 1er tour (1/64) | M. Ríos       |
| 2003  | —                | —                | 2e tour (1/32)           | T. Robredo               | 1/4 de finale   | A. Roddick   | 1/8 de finale   | G. Coria      |
| 2004  | 1er tour (1/64)  | S. Sargsian      | 2e tour (1/32)           | T. Enqvist               | 3e tour (1/16)  | J. Johansson | 1er tour (1/64) | T. Berdych    |
| 2005  | 1er tour (1/64)  | G. Rusedski      | 1er tour (1/64)          | I. Andreev               | 3e tour (1/16)  | M. Youzhny   | 2e tour (1/32)  | M. Youzhny    |
| 2006  | 1er tour (1/64)  | D. Gremelmayr    | 1er tour (1/64)          | J. Chardy                | 1/2 finale      | R. Federer   | 2e tour (1/32)  | V. Spadea     |
| 2007  | 2e tour (1/32)   | R. Federer       | 1/8 de finale            | C. Moyà                  | 1/8 de finale   | T. Berdych   | 2e tour (1/32)  | A. Murray     |
| 2008  | —                | —                | 1er tour (1/64)          | Lee H-t.                 | 1er tour (1/64) | A. Clément   | —               | —             |

N.B. : à droite du résultat se trouve le nom de l'ultime adversaire.

### En double
| Année | Open d'Australie             | Open d'Australie           | Internationaux de France     | Internationaux de France   | Wimbledon                   | Wimbledon                    | US Open                     | US Open                 |
| ----- | ---------------------------- | -------------------------- | ---------------------------- | -------------------------- | --------------------------- | ---------------------------- | --------------------------- | ----------------------- |
| 1993  | —                            | —                          | 1er tour (1/32) J. Apell     | W. Ferreira T. Witsken     | 1er tour (1/32) J. Apell    | A. Boetsch O. Delaitre       | 1/4 de finale P. Rafter     | K. Flach R. Leach       |
| 1994  | 1/2 finale J. Apell          | B. Black J. Stark          | Finale J. Apell              | B. Black J. Stark          | 1/8 de finale J. Apell      | M.-K. Goellner I. Kafelnikov | 1er tour (1/32) J. Apell    | L. Bale B. Steven       |
| 1995  | 1er tour (1/32) J. Apell     | P. Korda P. McEnroe        | 2e tour (1/16) J. Apell      | S. Lareau B. MacPhie       | 1/8 de finale J. Apell      | M. Philippoussis P. Rafter   | 1er tour (1/32) S. Edberg   | C. Suk D. Vacek         |
| 1996  | 1/8 de finale J. Apell       | P. Galbraith A. Olhovskiy  | 1/4 de finale N. Kulti       | M. Woodforde T. Woodbridge | 1/4 de finale N. Kulti      | T. Woodbridge M. Woodforde   | 1er tour (1/32) N. Kulti    | A. Gaudenzi D. Nargiso  |
| 1997  | 1/8 de finale N. Kulti       | R. Leach J. Stark          | 2e tour (1/16) N. Kulti      | T. Kempers M. Oosting      | 1/4 de finale N. Kulti      | T. Woodbridge M. Woodforde   | Finale N. Kulti             | I. Kafelnikov D. Vacek  |
| 1998  | Victoire J. Eltingh          | T. Woodbridge M. Woodforde | 1/2 finale P. Rafter         | J. Eltingh P. Haarhuis     | 1/2 finale P. Rafter        | T. Woodbridge M. Woodforde   | 1/4 de finale P. Rafter     | M. Knowles D. Nestor    |
| 1999  | Victoire P. Rafter           | M. Bhupathi L. Paes        | 1/8 de finale P. Rafter      | G. Ivanišević J. Tarango   | 1/4 de finale P. Rafter     | M. Knowles D. Nestor         | 1/2 finale B. Black         | S. Lareau A. O'Brien    |
| 2000  | 2e tour (1/16) B. Black      | J. Eagle A. Florent        | 2e tour (1/16) B. Black      | J. Oncins D. Orsanic       | 1/8 de finale B. Black      | N. Kulti M. Tillström        | 1er tour (1/32) B. Black    | J. Coetzee B. Haygarth  |
| 2001  | Victoire T. Woodbridge       | B. Black D. Prinosil       | 1/4 de finale T. Woodbridge  | M. Hill J. Tarango         | 1/8 de finale T. Woodbridge | B. Bryan M. Bryan            | 1/8 de finale T. Woodbridge | P. Haarhuis S. Schalken |
| 2002  | 2e tour (1/16) T. Woodbridge | T. Cibulec D. Vacek        | 1/4 de finale T. Woodbridge  | P. Haarhuis I. Kafelnikov  | Victoire T. Woodbridge      | M. Knowles D. Nestor         | 1/2 finale T. Woodbridge    | J. Novák R. Štěpánek    |
| 2003  | —                            | —                          | 2e tour (1/16) T. Woodbridge | L. Arnold Ker M. Hood      | Victoire T. Woodbridge      | M. Bhupathi M. Mirnyi        | Victoire T. Woodbridge      | B. Bryan M. Bryan       |
| 2004  | 1/2 finale T. Woodbridge     | B. Bryan M. Bryan          | 1/8 de finale T. Woodbridge  | X. Malisse O. Rochus       | Victoire T. Woodbridge      | J. Knowle N. Zimonjić        | 1/8 de finale T. Woodbridge | L. Paes D. Rikl         |
| 2005  | 1/2 finale M. Mirnyi         | B. Bryan M. Bryan          | Victoire M. Mirnyi           | B. Bryan M. Bryan          | 1/2 finale M. Mirnyi        | S. Huss W. Moodie            | Finale M. Mirnyi            | B. Bryan M. Bryan       |
| 2006  | 1/4 de finale M. Mirnyi      | M. Damm L. Paes            | Victoire M. Mirnyi           | B. Bryan M. Bryan          | 1/4 de finale M. Mirnyi     | F. Santoro N. Zimonjić       | Finale M. Mirnyi            | M. Damm L. Paes         |
| 2007  | Finale M. Mirnyi             | B. Bryan M. Bryan          | 1/4 de finale M. Mirnyi      | M. Bhupathi R. Štěpánek    | 1er tour (1/32) M. Mirnyi   | R. Lindstedt J. Nieminen     | 1/8 de finale M. Mirnyi     | M. Melo A. Sá           |
| 2008  | —                            | —                          | 1/4 de finale K. Ullyett     | B. Soares D. Vemić         | Finale K. Ullyett           | D. Nestor N. Zimonjić        | 2e tour (1/16) K. Ullyett   | C. Kas P. Petzschner    |

N.B. : le nom du ou de la partenaire se trouve sous le résultat ; le nom des ultimes adversaires se trouve à droite.

### En double mixte
N.B. : le nom de la partenaire se trouve sous le résultat ; le nom des ultimes adversaires se trouve à droite.

## Participation aux Masters

### En double
| Année | Lieu                       | Surface         | Partenaire      | Résultats | Résultat final    |
| ----- | -------------------------- | --------------- | --------------- | --------- | ----------------- |
| 1994  | Jakarta                    | Dur indoor      | Jan Apell       | 4v, 1d    | Vainqueur         |
| 1996  | Hartford                   | Moquette indoor | Nicklas Kulti   | 1v, 2d    | Éliminé en poules |
| 2003  | Houston                    | Dur ext.        | Todd Woodbridge | 1v, 2d    | Éliminé en poules |
| 2004  | Houston                    | Dur ext.        | Todd Woodbridge | 3v, 1d    | Demi-finaliste    |
| 2005  | Shanghai, Qi Zhong Stadium | Moquette indoor | Max Mirnyi      | 0v, 3d    | Éliminé en poules |
| 2006  | Shanghai, Qi Zhong Stadium | Dur indoor      | Max Mirnyi      | 5v, 0d    | Vainqueur         |
| 2007  | Shanghai, Qi Zhong Stadium | Dur indoor      | Max Mirnyi      | 1v, 2d    | Éliminé en poules |
| 2008  | Shanghai, Qi Zhong Stadium | Dur indoor      | Kevin Ullyett   | 1v, 2d    | Éliminé en poules |

## Parcours dans les Masters 1000
| Année | Indian Wells           | Miami                       | Monte-Carlo          | Rome                      | Hambourg              | Canada                   | Cincinnati               | Stockholm puis Essen puis Stuttgart puis Madrid | Paris                    |
| ----- | ---------------------- | --------------------------- | -------------------- | ------------------------- | --------------------- | ------------------------ | ------------------------ | ----------------------------------------------- | ------------------------ |
| 1992  | —                      | —                           | —                    | —                         | —                     | —                        | —                        | 1er tour A. Mansdorf                            | —                        |
| 1993  | —                      | —                           | —                    | —                         | —                     | —                        | —                        | —                                               | —                        |
| 1994  | —                      | 3e tour J. Yzaga            | —                    | —                         | —                     | 1er tour S. Bryan        | —                        | 1er tour L. Rehmann                             | —                        |
| 1995  | 2e tour P. Sampras     | 1/2 finale P. Sampras       | 2e tour Bo. Becker   | 1/4 de finale S. Bruguera | —                     | —                        | 2e tour A. Berasategui   | 1er tour G. Rusedski                            | 1er tour A. Boetsch      |
| 1996  | 2e tour M. Joyce       | 3e tour M. Chang            | 1er tour J. Novák    | —                         | —                     | 1er tour J. Novák        | 2e tour G. Ivanišević    | —                                               | —                        |
| 1997  | 1/2 finale B. Ulihrach | 1/4 de finale T. Muster     | 1er tour A. Costa    | —                         | —                     | 1/8 de finale T. Enqvist | 1er tour M. Ríos         | 1/2 finale R. Krajicek                          | Finale P. Sampras        |
| 1998  | 2e tour J. Courier     | 3e tour N. Kiefer           | 2e tour S. Doseděl   | 1er tour F. Dewulf        | —                     | 1/4 de finale P. Rafter  | 2e tour M. Larsson       | 1/2 finale I. Kafelnikov                        | 2e tour M. Gustafsson    |
| 1999  | 1er tour S. Schalken   | 3e tour P. Sampras          | 1er tour R. Delgado  | 1er tour J. Stoltenberg   | —                     | 1er tour J. Novák        | 2e tour I. Kafelnikov    | —                                               | —                        |
| 2000  | 1er tour N. Lapentti   | 1er tour G. Pozzi           | 1er tour S. Schalken | —                         | —                     | 1er tour M. Safin        | 1/8 de finale T. Martin  | —                                               | —                        |
| 2001  | 2e tour N. Lapentti    | 1/8 de finale J.-M. Gambill | 2e tour M. Youzhny   | 1er tour M. Safin         | 1er tour S. Grosjean  | 1er tour N. Lapentti     | 1er tour X. Malisse      | —                                               | —                        |
| 2002  | 1er tour I. Kafelnikov | 2e tour A. Pavel            | 1er tour A. Gaudenzi | 1er tour L. Hewitt        | 1er tour T. Johansson | —                        | 1er tour D. Sanguinetti  | —                                               | —                        |
| 2003  | —                      | 2e tour I. Kafelnikov       | 1er tour W. Ferreira | —                         | —                     | —                        | —                        | 2e tour Y. El Aynaoui                           | 1/4 de finale A. Roddick |
| 2004  | 3e tour W. Arthurs     | 3e tour A. Roddick          | 2e tour A. Pavel     | 1er tour R. Federer       | 1er tour L. Hewitt    | 1er tour J. Novák        | 1/8 de finale F. Santoro | 1er tour F. Verdasco                            | 1er tour M. Youzhny      |
| 2005  | 3e tour D. Nalbandian  | 2e tour T. Robredo          | —                    | —                         | —                     | 2e tour A. Agassi        | —                        | —                                               | —                        |
| 2006  | 2e tour M. Baghdatís   | 1er tour R. Vik             | —                    | —                         | —                     | 1er tour T. Henman       | 1er tour J. C. Ferrero   | 1er tour S. Grosjean                            | 1er tour N. Almagro      |
| 2007  | 2e tour J. I. Chela    | 1er tour J. M. del Potro    | 1er tour Lee H-t.    | 1er tour D. Toursounov    | 1er tour D. Ferrer    | 1er tour R. Štěpánek     | 1er tour R. Ginepri      | —                                               | —                        |
| 2008  | 2e tour G. Cañas       | 1er tour F. Santoro         | —                    | —                         | —                     | 2e tour J. Blake         | 1er tour R. Ginepri      | —                                               | —                        |

N.B. : sous le résultat se trouve le nom de l’ultime adversaire.

## Classements ATP en fin de saison

### En simple
| Année | 1991 | 1992 | 1993 | 1994 | 1995 | 1996 | 1997 | 1998 | 1999 | 2000 | 2001 | 2002 | 2003 | 2004 | 2005 | 2006 | 2007 | 2008 |
| Rang  | 700  | 333  | 95   | 50   | 30   | 69   | 4    | 24   | 74   | 44   | 60   | 48   | 31   | 69   | 64   | 54   | 59   | 173  |

### En double
| Année | 1991 | 1992 | 1993 | 1994 | 1995 | 1996 | 1997 | 1998 | 1999 | 2000 | 2001 | 2002 | 2003 | 2004 | 2005 | 2006 | 2007 | 2008 |
| Rang  | 408  | 195  | 56   | 9    | 26   | 12   | 17   | 8    | 3    | 26   | 1    | 6    | 6    | 3    | 3    | 4    | 15   | 9    |

Source : (en) Classements de Jonas Björkman sur le site officiel de la Fédération internationale de tennis

### Périodes au rang de numéro un mondial en double
| Précédé par                | Dates                   | Suivi par                  | Nombre de semaines | Cumul |
| -------------------------- | ----------------------- | -------------------------- | ------------------ | ----- |
| Todd Woodbridge            | 09/07/2001 - 27/01/2002 | Donald Johnson             | 29                 | 29    |
| Bob Bryan Mike Bryan       | 07/06/2004 - 12/09/2004 | Daniel Nestor Mark Knowles | 14                 | 43    |
| Daniel Nestor Mark Knowles | 28/02/2005 - 20/03/2005 | Daniel Nestor Mark Knowles | 3                  | 46    |
| Daniel Nestor Mark Knowles | 25/04/2005 - 06/11/2005 | Bob Bryan Mike Bryan       | 28                 | 74    |

## Meilleures performances en simple
Ses 10 victoires sur les joueurs les mieux classés
|    | Date    | Nom et lieu du tournoi                                 | Tour            | Surface     | Adversaire battu | Adversaire battu | Score               |
| -- | ------- | ------------------------------------------------------ | --------------- | ----------- | ---------------- | ---------------- | ------------------- |
| 1  | 08/1994 | Tournoi de tennis de Schenectady, Schenectady          | 2e tour (1/8)   | Dur         | Sergi Bruguera   | no 3             | 2-6, 6-4, 6-2       |
| 2  | 09/1994 | US Open, Flushing Meadows                              | 3e tour (1/16)  | Dur         | Stefan Edberg    | no 5             | 6-4, 6-4, 6-0       |
| 3  | 06/1997 | The Artois Championships, Londres                      | 1/4 de finale   | Gazon       | Pete Sampras     | no 1             | 3-6, 6-3, 6-4       |
| 4  | 11/1997 | If Stockholm Open, Stockholm                           | 1/2 finale      | Dur         | Patrick Rafter   | no 3             | 7-63, 7-63          |
| 5  | 11/1997 | ATP World Championship, Hanovre                        | Groupe blanc    | Synthétique | Michael Chang    | no 2             | 6-4, 7-5            |
| 6  | 11/1997 | Coupe Davis, Göteborg                                  | Finale          | Synthétique | Michael Chang    | no 3             | 7-5, 1-6, 6-3, 6-3  |
| 7  | 07/1998 | Coupe Davis, Stockholm                                 | 1/4 de finale   | Synthétique | Àlex Corretja    | no 7             | 6-3, 7-5, 6-75, 6-3 |
| 8  | 07/1998 | Coupe Davis, Stockholm                                 | 1/4 de finale   | Synthétique | Carlos Moyà      | no 5             | 6-3, 7-5            |
| 9  | 04/1999 | AIG Japan Open Tennis Championships, Tokyo             | 1/4 de finale   | Dur         | Richard Krajicek | no 4             | 3-6, 7-5, 6-1       |
| 10 | 08/2000 | Western & Southern Financial Group Masters, Cincinnati | 1er tour (1/32) | Dur         | Àlex Corretja    | no 7             | 6-4, 6-4            |

- Hors victoires par forfait ou sur abandon de l'adversaire.